# Coupe d'Europe des vainqueurs de coupe masculine de handball 2002-2003
Navigation
Coupe des Coupes 2001-2002 Coupe des coupes 2003-2004
La Coupe d'Europe des vainqueurs de coupe masculine de handball 2002-2003 est la 28e édition de la Coupe d'Europe des vainqueurs de coupe masculine de handball.
Organisée par la Fédération européenne de handball (EHF), la compétition est ouverte à 36 clubs de handball d'associations membres de l'EHF. Ces clubs sont qualifiés en fonction de leurs résultats dans leur pays d'origine lors de la saison 2001-2002.
Elle est remportée par le club espagnol du ADC Ciudad Real qui conserve son titre aux dépens du club suédois du Redbergslids IK.

## Résultats

### Premier tour
| Équipe 1             | Score   | Équipe 2              | Aller | Retour |
| -------------------- | ------- | --------------------- | ----- | ------ |
| HBC Bascharage       | 50 – 68 | HC Gldani Tbilissi    | 29-34 | 21-34  |
| Haukar Hafnarfjörður | 74 – 36 | SPE Strovolos Nicosie | 31-20 | 43-16  |
| HT Tatran Prešov     | 73 – 44 | HC Spartak Bakou      | 39-23 | 34-21  |
| HC Kehra Tallinn     | 50 – 56 | Dennis Turku          | 23-32 | 27-24  |

### Seizièmes de finale
| Équipe 1                | Score   | Équipe 2             | Aller | Retour |
| ----------------------- | ------- | -------------------- | ----- | ------ |
| Hapoël Rishon LeZion    | 45 – 69 | RK Celje             | 19-38 | 26-31  |
| E&O Emmen               | 47 – 62 | SC Pick Szeged       | 26-31 | 21-31  |
| RK Krivaja Zavidovići   | 49 – 68 | Energiya Voronej     | 26-32 | 23-36  |
| Drammen HK              | 45 – 53 | HT Tatran Prešov     | 28-25 | 17-28  |
| Lusis Akademikas Kaunas | 45 – 58 | HCM Constanța        | 22-28 | 23-30  |
| ADC Ciudad Real         | 76 – 45 | HIT Innsbruck        | 38-23 | 38-22  |
| ZTR Zaporijia           | 51 – 43 | KS Warszawianka      | 25-20 | 26-23  |
| Ionikós Athènes         | 45 – 46 | RK Prilep            | 21-20 | 24-26  |
| HC Gldani Tbilissi      | 28 – 78 | SO Chambéry          | 15-37 | 13-41  |
| Sporting Neerpelt       | 51 – 68 | Redbergslids IK      | 28-33 | 23-35  |
| AS Papillon Conversano  | 45 – 53 | Haukar Hafnarfjörður | 27-27 | 18-26  |
| CB Ademar León          | 62 – 47 | Wacker Thoune        | 35-21 | 27-26  |
| RK Metković             | 43 – 55 | GOG Gudme            | 23-22 | 20-33  |
| TBV Lemgo               | 77 – 47 | Çankaya Bel. Ankara  | 33-20 | 44-27  |
| Dennis Turku            | 51 – 31 | Benfica Lisbonne     | 26-14 | 25-17  |
| Arkatron Minsk          | 43 – 55 | RK Lovćen Cetinje    | 18-24 | 25-31  |

### Huitièmes de finale
Les quarts de finale se sont déroulés les 7 et 8 décembre 2002 (aller) et les 14 et 15 décembre 2002 (retour) :
| Équipe 1          | Score   | Équipe 2             | Aller | Retour |
| ----------------- | ------- | -------------------- | ----- | ------ |
| ADC Ciudad Real   | 43 – 35 | ZTR Zaporijia        | 24-15 | 19-20  |
| CB Ademar León    | 60 – 47 | Haukar Hafnarfjörður | 29-21 | 31-26  |
| RK Celje          | 78 – 44 | RK Prilep            | 41-22 | 37-22  |
| RK Lovćen Cetinje | 50 – 58 | Energiya Voronej     | 30-29 | 20-29  |
| SC Pick Szeged    | 66 – 47 | HT Tatran Prešov     | 36-22 | 30-25  |
| HCM Constanța     | 50 – 80 | TBV Lemgo            | 27-38 | 23-42  |
| GOG Gudme         | 48 – 57 | SO Chambéry          | 24-33 | 24-24  |
| Redbergslids IK   | 59 – 42 | Dennis Turku         | 32-19 | 27-23  |

### Quarts de finale
Les quarts de finale se sont déroulés les 1er et 2 mars 2003 (aller) et du 7 au 9 mars 2003 (retour) :
| Équipe 1        | Score   | Équipe 2         | Aller | Retour |
| --------------- | ------- | ---------------- | ----- | ------ |
| CB Ademar León  | 55 – 57 | ADC Ciudad Real  | 30-26 | 25-31  |
| RK Celje        | 77 – 44 | Energiya Voronej | 44-23 | 33-21  |
| TBV Lemgo       | 74 – 62 | SC Pick Szeged   | 40-32 | 34-30  |
| Redbergslids IK | 55 – 54 | SO Chambéry      | 30-21 | 25-33  |

### Demi-finale
Les demi-finales se sont déroulés les 29 et 30 mars 2003 (aller) et le 5 avril 2003 (retour) :
| Équipe 1        | Score   | Équipe 2  | Aller | Retour |
| --------------- | ------- | --------- | ----- | ------ |
| ADC Ciudad Real | 59 – 55 | RK Celje  | 34-27 | 25-28  |
| Redbergslids IK | 73 – 67 | TBV Lemgo | 36-32 | 37-35  |

### Finale
La finale s'est déroulée le 26 avril 2003 (aller) et le 4 mai 2003 (retour) :
| Équipe 1        | Score   | Équipe 2        | Aller | Retour |
| --------------- | ------- | --------------- | ----- | ------ |
| ADC Ciudad Real | 57 – 51 | Redbergslids IK | 33-27 | 24-24  |

Finale aller
| 26 avril 2003 | ADC Ciudad Real        | 33 - 27      | Redbergslids IK       | Pabellón Santa María, Ciudad Real Affluence : 3 000 Arbitrage : Vaclav Kohout, Ivan Dolejs |
| 26 avril 2003 | Alberto Entrerríos (6) | (17 - 13)    | Henrik Lundström (11) | Pabellón Santa María, Ciudad Real Affluence : 3 000 Arbitrage : Vaclav Kohout, Ivan Dolejs |
| 26 avril 2003 | ×2                     | EHF Handzone | ×1                    | Pabellón Santa María, Ciudad Real Affluence : 3 000 Arbitrage : Vaclav Kohout, Ivan Dolejs |

- Évolution du score : 4-1 (5e), 7-5 (10e), 9-5 (15e), 14-7 (20e), 16-8 (25e), 17-13 (MT), 19-14 (35e), 23-17 (40e), 25-21 (45e), 29-22 (50e), 30-23 (55e), 33-27.
- Ciudad Real : José Javier Hombrados, Jordi Núñez, Alberto Entrerríos (6), Rolando Uríos (5), Hussein Zaky (5), Talant Dujshebaev (4), Jonas Källman (4), Christian Hjermind (4 dont 2 pen.), Iker Romero (2), Carlos Prieto (1), Rúnar Sigtryggsson (1), José Luis Pérez Canca (1).
- Redbergslid : Dan Beutler, Henrik Lundström (11 dont 3 pen.), Martin Boquist (5), Martin Frändesjö (4), Magnus Wislander (2), Magnus Lindén (2), Fredrik Lindahl (2), Gustav Hallbert (1), Anders Franzén, Mikael Franzén.

Finale retour
| 20 mai 2003 | Redbergslids IK      | 24 - 24     | ADC Ciudad Real   | Göteborg Affluence : 7 400 Arbitrage : Gilles Bord, Olivier Buy |
| 20 mai 2003 | Lindhal, Boquist (7) | (10 - 11)   | Rolando Uríos (8) | Göteborg Affluence : 7 400 Arbitrage : Gilles Bord, Olivier Buy |
| 20 mai 2003 | ×2+1 ×3              | EHF el Pais | ×1+1 ×6           | Göteborg Affluence : 7 400 Arbitrage : Gilles Bord, Olivier Buy |

- Évolution du score : 2-1, 4-3, 5-7, 6-8, 6-10, 10-11 (mi-temps), 13-12, 14-14, 17-17, 18-21, 20-22, 24-24.
- Redbergslids 
  - titulaires : Dan Beutler - Martin Frändesjö, Henrik Lundström (1), Fredrik Lindhal (7), Martin Boquist (7 dont 1 pen.), Magnus Wislander (5) et Magnus Jernemyr (1)
  - remplaçants : Linus Bolin - Gustav Hallbert, Anders Franzén (1), Tommy Pettersson, Mikael Franzén, Magnus Lindén (2).
  - cartons jaunes : Frändesjö, Wislander et entraineur Magnus Johansson
  - deux minutes : Boquist et Jernemyr (2)
- Ciudad Real 
  - titulaires : José Javier Hombrados - Christian Hjermind (1 dont 1 pen.), Jonas Källman, Rolando Uríos (8), Alberto Entrerríos (5), Talant Dujshebaev (1) et Hussein Zaky (7 dont 1 pen.)
  - remplaçants : Jordi Núñez - Samuel Trives (1), Carlos Prieto (1), Rúnar Sigtryggsson, José Luis Pérez Canca.
  - cartons jaunes :  Zaky et entraineur Juan de Dios Román
  - deux minutes : Zaky (2), Kallman, Uríos, Hjermind et Entrerríos.

## Les champions d'Europe
| Vainqueur de la Coupe d'Europe des vainqueurs de coupe 2002-2003 ADC Ciudad Real 2e titre |

L'effectif du ADC Ciudad Real était :
| Gardiens de but - Jordi Núñez - José Javier Hombrados Ailiers - Samuel Trives - Santiago Urdiales - Christian Hjermind - Jonas Källman | Pivots - Rolando Urios - Carlos Prieto Demi-centres - José Luis Pérez Canca - Talant Dujshebaev - Hussein Zaky | Arrières - Mariano Ortega - Iker Romero - Alberto Entrerríos - Runar Sigtrygsson - Christian Rose Entraîneur - Juan de Dios Román |